# كنيسة السيدة العذراء (اللاذقية)
كنيسة السيدة كنيسة قديمة جداً، لا يعرف التاريخ الحقيقي لبنائها، وبسبب قدمها أصابها الوهن والتصدع، مما استدعى ترميمها، فرممت عام 1721 م من الداخل والخارج، وفي عام 1845 جرى زخرفتها.
أصابها الخراب بعد فترة من ترميمها فحاول المطران كيريوس ملاتيوس تجديد بنائها عام 1874 م.
تعتبر هذه الكنيسة من أقدم الكنائس الثلاث القديمة والعاملة حتى اليوم مع كنيسة مار نقولا و كنيسة السيدة للروم الأرثوذكس في مدينة اللاذقية، كانت الكنيسة في القرون الماضية ديراً دير مار يعقوب إحدى أديرة البطركية اليعقوبية الأرمنية بالقدس.
توجد لوحات حجرية منحوتة باللغة الأرمنية القديمة تحمل التاريخ 1254 على الباب الرئيسي للكنيسة وهو تاريخ بناء الكنيسة كما يعتقد، كما يشاهد على الجدار الغربي الشمالي لوحات حجرية منحوت على إحداها بالعربية 1380 والثانية 1183 وهي أحجار أضرحة لأشخاص أو كهنة أو من دفنوا قرب الكنيسة.
تعتبر الكنيسة من حيث الهندسة العمرانية من أقدم معالم الفن العمراني الخاص لمدينة اللاذقية وكان الدير عبارة عن أرض تسمى هوكيدون (البيت الروحي) ثم اختصر الاسم إلى كيدون وسكنت فيه العائلات في بيوت مؤلفة من غرفة واحدة مسقوفة بالتنك، تحول الدير إلى مدرسة لتعليم الأطفال وسميت باسم مدرسة القديس يعقوب الأرمنية حيث درست مع اللغة العربية اللغة الأرمنية والإنكليزية والفرنسية وشملت المدرسة مرحلتين روضة وابتدائية حتى الشهادة الابتدائية.

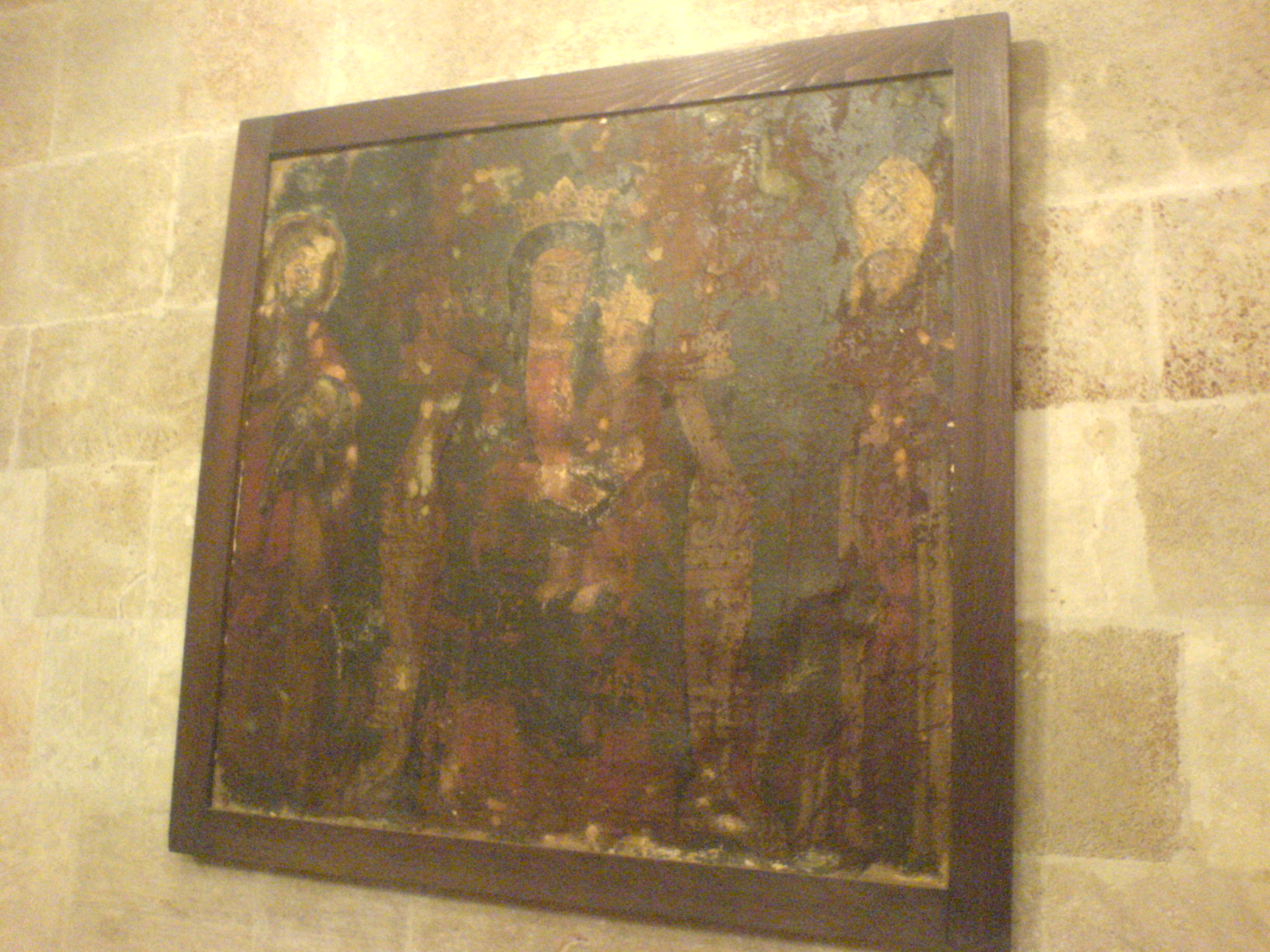
أيقونة العذراء في كنيسة الكيدون و الأرمن في اللاذقية

عام 1965 سميت المدرسة باسم مدرسة الشهداء الابتدائية الخاصة بمرسوم خاص سمح بتدريس اللغة الأرمنية الطقسية إلى جانب برنامج مديرية التربية كاملاً.